# René Delacroix
Pour les articles homonymes, voir Delacroix.
René Joseph Marie Delacroix, né le 27 août 1900 dans le 17e arrondissement de Paris, et mort le 11 juin 1976 à Draveil (Essonne), est un réalisateur et scénariste français.

## Biographie
René Delacroix est considéré d'abord et avant tout comme un homme d'organisation plutôt que comme un créateur.
Militant d'action catholique, il préconisait le regroupement de tous les professionnels de cinéma catholique afin de promouvoir les principes de la vie chrétienne. Il rencontre Joseph-Alexandre DeSève durant la Seconde Guerre mondiale qui sera le distributeur canadien de son film Notre-Dame de la Mouise, tourné en France.  
Il s'installera à Montréal pendant une décennie pour participer à la réalisation de quatre longs métrages qui seront parmi les premiers films québécois d'après guerre. La critique québécoise a été très sévère sur le travail de René Delacroix.

## Filmographie

### Réalisateur
- 1935 : Promesses
- 1946 : L'assassin n'est pas coupable
- 1947 : Gonzague (court métrage)
- 1949 : On ne triche pas avec la vie avec Marcel Josz
- 1949 : Le Gros Bill  coréalisé par Jean-Yves Bigras  (au Québec)
- 1950 : Ils ont vingt ans
- 1952 : Le Rossignol et les Cloches  (au Québec)
- 1953 : Tit-Coq  coréalisé par Gratien Gélinas (au Québec)
- 1953 : Cœur de maman (au Québec)
- 1958 : Le Tombeur

### Assistant-réalisateur
- 1941 : Notre-Dame de la Mouise de Robert Péguy
- 1942 : Les affaires sont les affaires de Jean Dréville
- 1943 : La Grande Marnière de Jean de Marguenat
- 1943 : Donne-moi tes yeux de Sacha Guitry
- 1943 : La Malibran de Sacha Guitry
- 1944 : La Rabouilleuse de Fernand Rivers
- 1944 : Sortilèges de Christian-Jaque
- 1950 : Tire au flanc de Fernand Rivers